# 常信乡
常信乡，是中华人民共和国宁夏回族自治区銀川市贺兰县下辖的一个乡镇级行政单位。

## 行政区划
常信乡下辖以下地区：
王田村、于祥村、五渠村、团结村、桂南村、桂文村、新华村、新民村、张亮村、四十里店村、旭光村、丁义村、丁北村和潭渠村。